# Museo del Ferrocarril (Tortugas)
El Museo del Ferrocarril, Tortugas es un recinto cultural mexicano ubicado en el municipio de Metepec, Hidalgo; localizado en la antigua estación de Tortugas. Fue inaugurado el 17 de mayo de 2014.

## Exposiciones
El museo cuenta con 5 salas de exhibición donde se presentan fotografías históricas de la construcción de la estación y de los ferrocarriles de la época. Una de las salas cuenta con el inmobiliario y accesorios que ocupaba el jefe de la estación. Asimismo se muestran herramientas para el mantenimiento de la estación, como moldes para la elaboración de piezas para el ferrocarril.

## Sede
El museo se encuentra desde 2014 en la antigua estación Tortugas. Esta estación estaba construida sobre la línea Pachuca-Tampico, esta línea inconclusa fue concedida a León Boldy en 1888 y transferida a Ricardo Honey en 1889. Fue hasta 1902 cuando el Gobierno Federal aprobó la transferencia de todas las propiedades de la empresa al antiguo Ferrocarril Central Mexicano.